# Jordanoleiopus quadriflavomaculatus
Jordanoleiopus quadriflavomaculatus es una especie de escarabajo longicornio del género Jordanoleiopus, tribu Acanthocinini, familia Cerambycidae. Fue descrita científicamente por Breuning en 1958.

## Distribución
Se distribuye por República de Sudáfrica.

## Descripción
La especie mide 4,5 milímetros de longitud. El período de vuelo ocurre en el mes de septiembre.